# Chris Czekaj
Christopher David „Chris“ Czekaj (* 14. Dezember 1985 in Cardiff) ist ein walisischer Rugby-Union-Spieler, der auf den Positionen Außendreiviertel und Schlussmann eingesetzt wird. Er spielt für die Cardiff Blues und kam bislang zu sechs Einsätzen in der walisischen Nationalmannschaft.
Czekaj begann mit sieben Jahren mit dem Rugbysport. Er verbrachte seine Jugend beim Llandaff RFC und wurde schon früh in den Jugendnationalmannschaften eingesetzt. Im Jahr 2004 wechselte er vom Cardiff RFC in die Magners League zu den Blues. Für internationale Aufmerksamkeit sorgte er erstmals im Jahr 2005 bei seinem Debüt für Wales gegen Kanada, als er einen herausragenden Versuch legte.
Czekaj tourte mit Wales 2006 nach Argentinien und kam 2007 zu seinem Six-Nations-Debüt. Im Sommer 2007 reiste er mit nach Australien, verletzte sich dort jedoch im zweiten Testspiel und konnte so nicht an der Weltmeisterschaft teilnehmen.
Czekajs Großeltern stammen aus Polen. Er bekam von den walisischen Fans den Spitznamen 28, eine Anspielung an die Punktzahl, die sein Name beim Spiel Scrabble erreichen würde.